# السبت (تيارت)
السبت هي إحدي بلديات دائرة مغيلة بـولاية تيارت.